# Ro Centauri
Ro Centauri (ρ Cen) – gwiazda w gwiazdozbiorze Centaura. Ro Centauri jest karłem typu widmowego B o jasności obserwowanej równej +3,97m. Oddalona jest o około 342 lat świetlnych od Słońca.